# Scaevola barrierei
Scaevola barrierei är en tvåhjärtbladig växtart som beskrevs av A.S.Wulff och Munzinger. Scaevola barrierei ingår i släktet Scaevola och familjen Goodeniaceae. Inga underarter finns listade i Catalogue of Life.